# Johanna Quaas

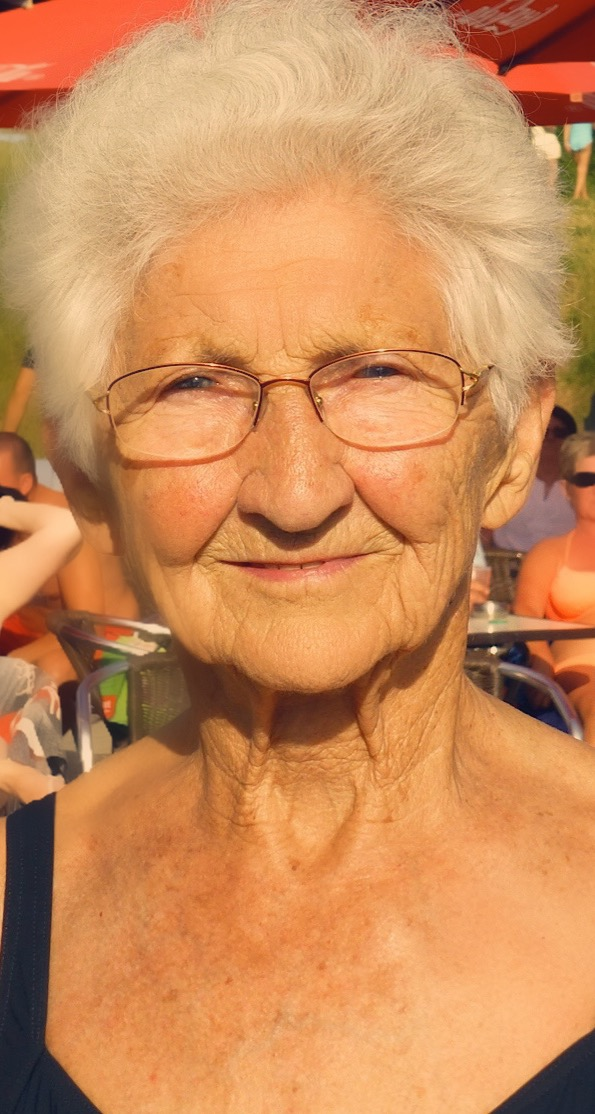
Johanna Quaas am 24. Juni 2017 in Halle (Saale) beim Prominentenspringen Sprung meines Lebens

Johanna Quaas (* 20. November 1925 in Hohenmölsen als Johanna Geißler) ist eine deutsche Turnerin. Sie ist die älteste Wettkampfturnerin der Welt.

## Leben und Werdegang

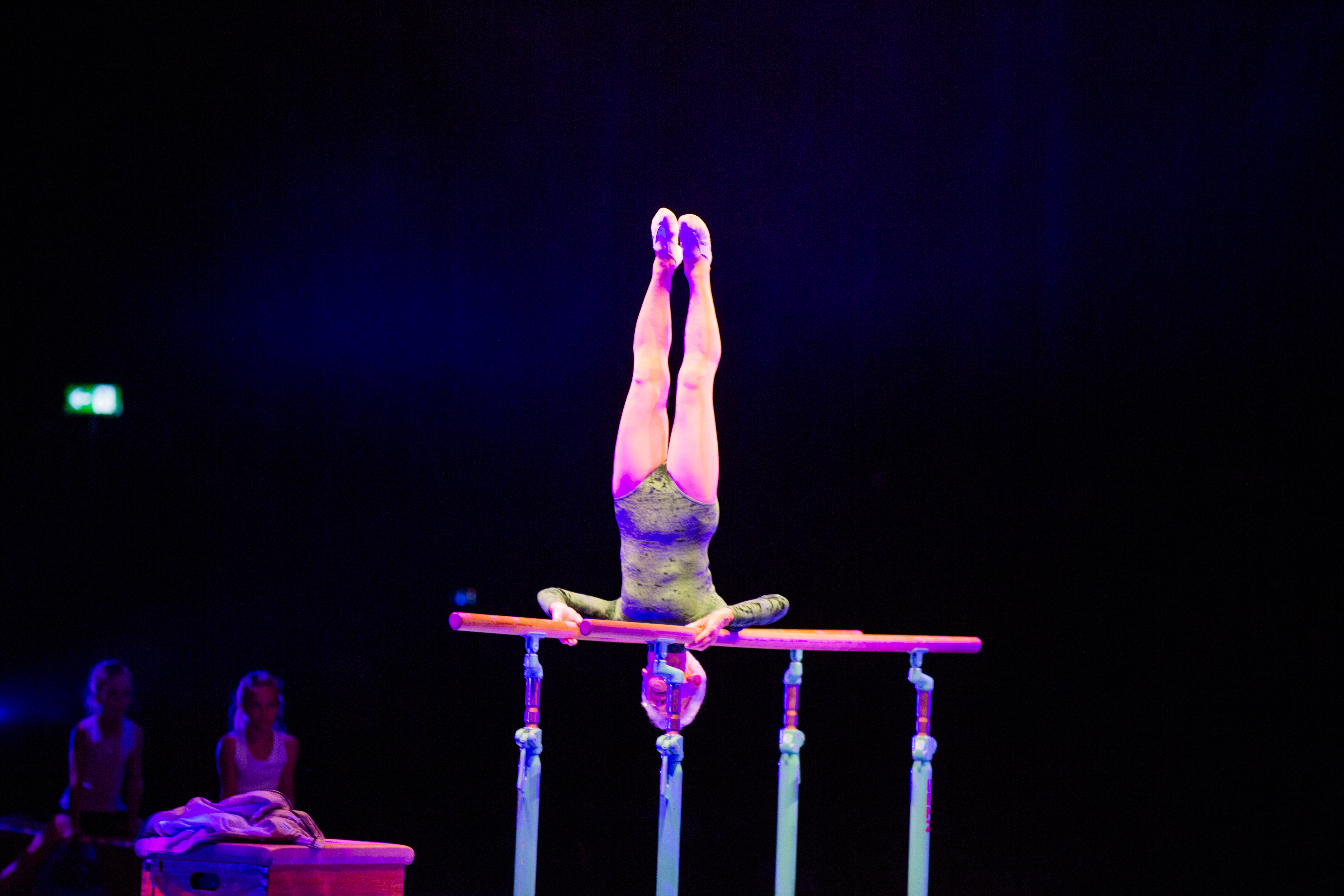
Johanna Quaas mit 91 Jahren (2017)

Bereits in frühester Kindheit begann sie mit dem Turnen und bestritt 1934 ihren ersten Wettkampf. Nach der Schulzeit folgten zunächst das verbindliche Pflichtjahr und später der Arbeitsdienst. Im Jahr 1945 schloss sie in Stuttgart ihre Ausbildung zur Sportlehrerin ab. Danach zog sie nach Weißenfels, wo sie sich dem Handball widmete, da Turnen von den Besatzungsmächten als vermeintliche „Wehrertüchtigung“ verboten worden war. Mit Wegfall des Verbots 1947 begann sie wieder mit dem Turnen. Ab dem Jahr 1950 studierte sie an der Martin-Luther-Universität Halle-Wittenberg. Das Studium schloss sie mit dem Staatsexamen ab und arbeitete danach als Ausbilderin für Sportlehrer am 1948 gegründeten Institut für Körpererziehung. Als Autorin wirkte sie an der Entstehung des Lehrbuchs Gerätturnen mit.
Während dieser Zeit turnte Quaas in der Hochschulsportgemeinschaft Wissenschaft Halle. Ab 1961 wirkte sie zunächst als Turntrainerin im SC Chemie Halle und später als Berufsschullehrerin. Unter anderem trainierte sie die Turnerinnen Barbara Stolz und Christel Felgner, die für die Teilnahme an den Olympischen Spielen 1964 nominiert wurden und dort für die gesamtdeutsche Mannschaft antraten. Mit 57 Jahren begann Quaas 1982 wieder mit dem aktiven Turnen und wurde im Jahr darauf DDR-Meisterin beim VII. Turn- und Sportfest der DDR in Leipzig. Nach der Wende nahm sie ab 1990 an allen Deutschen Turnfesten teil.
Bekannt wurde Quaas 2012 durch mehrere YouTube-Videos, die sie bei Auftritten beim Turnier der Meister in der Cottbuser Lausitz-Arena zeigten. Die Videos entwickelten sich zu Viralclips und erreichten binnen kürzester Zeit mehrere Millionen Aufrufe. Es folgten zahlreiche Fernseh- und Zeitungsberichte in deutschen und internationalen Medien, darunter Berichte bei den amerikanischen Fernsehsendern NBC und ABC sowie ein Auftritt bei Gottschalk Live. Auch in zahlreichen chinesischen Zeitungen wurde über die deutsche Turnerin berichtet.
Am 13. September 2012 wurde bekannt, dass Quaas einen Eintrag im Guinness-Buch der Rekorde als „älteste Turnerin der Welt“ erhält. Sie löst damit die 2010 verstorbene Inge Kaatz vom HSG DHfK Leipzig ab.
2015 wurde Johanna Quaas mit dem Nadia Comaneci Sportsmanship Award in der International Gymnastics Hall of Fame als älteste Wettkampfturnerin in Oklahoma geehrt.
Für Queen Elisabeth II. – beide waren zu diesem Zeitpunkt neunzig Jahre alt – sprang Johanna Quaas am 5. Juni 2016 aus 3000 m Höhe am Flugplatz Böhlen mit dem Fallschirm ab. Ihr Tandempartner war Eberhard Gienger. Im Gegensatz zur Queen, die anlässlich der Olympischen Sommerspiele 2012 in London zur Eröffnungsfeier gemeinsam mit James-Bond-Darsteller Daniel Craig beim Fallschirmabsprung gedoubelt wurde, bewies Johanna Quaas die Echtheit des Absprungs.
Am 24. Juni 2017 nahm Johanna Quaas im Nordbad in Halle (Saale) am Prominentenspringen beim Sprung meines Lebens by Andreas Wels teil.
Quaas ist Mitglied des Landesturnverbandes Sachsen-Anhalt und der Friedrich-Ludwig-Jahn Gesellschaft.
Johanna Quaas erhielt 2023 mit 98 Jahren das Bundesverdienstkreuz am Bande.

## Privatleben
Quaas war seit 1963 mit dem Turntrainer Gerhard Quaas (1933–2016) verheiratet. Das Paar hat drei Töchter. Johanna Quaas lebt in Halle (Saale).